# Stema municipiului Orăștie

## Istoric

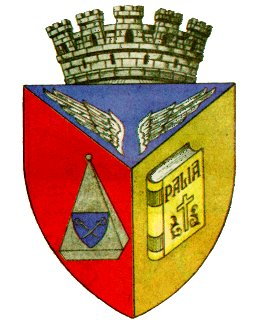
Stema actuală a municipiului Orăștie

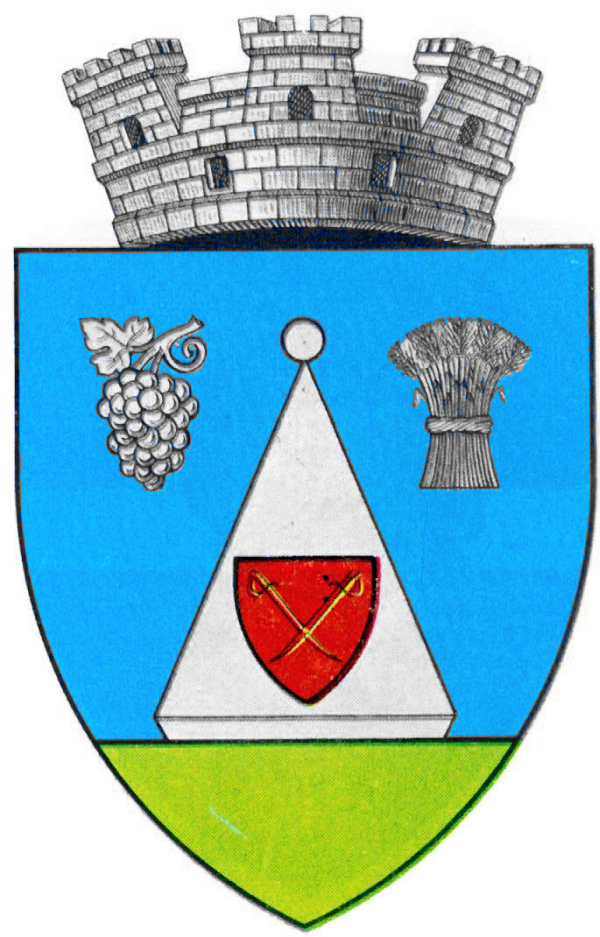
Stema din perioada interbelică

Actuala stemă a Orăștiei, cu scutul împărțit în trei, a fost adoptată în 1994, cu prilejul consacrării localității ca municipiu.
În perioada feudală, pe stemă era reprezentată doar piramida vizibilă acum în stânga, fiind încadrată de 13 cercuri ce simbolizau comunele arondate cetății. În perioada interbelică a mai existat o stemă, cu aceeași piramidă tradițională, dar încadrată de un strugure și un snop de grâu, coroana murală având trei turnuri.

## Semnificațiile elementelor din componența stemei
- coroana murală este simbolul cetății, al orașului din epoca actuală, creat și apărat de locuitorii săi. Este un element comun tuturor stemelor de orașe din țară, diferența constând în numărul de turnuri (3, 5, 7, 9) care fac deosebirea de rang urbanistic. Municipiul Orăștie are o stemă cu 5 turnuri.
- piramida - după unii cort de campanie, după alții piatra de hotar a ținutului săsesc ardelean - semnifică, dincolo de controverse, ideea luptei de apărare. Este elementul care apare pe toate stemele Orăștiei, din epoca feudală și până în cea modernă.
- scutul cu două săbii întărește simbolul luptei pentru apărare, în special vârfurile îndreptate în jos semnificând armistițiul și, prin extensie, pacea.
- zborul - pe lângă aluzia la dezvoltare, la aspirația spe progres, relevă și activitatea din domeniul aviației desfășurată de Aurel Vlaicu.
- palia este una dintre primele cărți tipărite în România și în limba română, acest eveniment petrecându-se în 1582, la Orăștie. Elementul așezat pe stemă indică vocația culturală și, mai ales, publicistică a orașului.